# Hrvatsko kanonističko društvo
Hrvatsko kanonističko društvo, hrvatska udruga je u koju se mogu učlaniti crkveni pravnici te druge fizičke i pravne osobe, sukladno Statutu Društva, radi unaprjeđivanja i pomaganja znanstvenog, nastavnog i stručnog rada u području kanonskog prava. Kratice za naziv društva su HKD za naziv na hrvatskom jeziku i CCC za naziv na latinskom jeziku.

## Znakovi
Znak HKD-a su dvije koncentrične kružnice, između kojih je napisan naziv Društva na hrvatskom i latinskom jeziku, a unutarnja kružnica okružuje vagu i slova P i X, koja su ukrštena. Zaštitnik Društva je bl. Alojzije Stepinac. Geslo Društva je: Pravednost u ljubavi. Dan Društva je 10. veljače. U korespondenciji i na izdanjima uz hrvatsko ime koristi se i naziv HKD-a na latinskom jeziku: Consociatio canonistica Croatica, koji se smije koristiti samo zajedno s nazivom na hrvatskom jeziku.

## Pravne osobine
Sjedište je u Zagrebu.
Rad HKD-a je javan. Članstvo je dobrovoljno i može biti redovito, podupiruće i počasno. Članovi mogu biti i osobe bez poslovne sposobnosti ili s ograničenom poslovnom sposobnošću, ali takve su bez prava odlučivanja u tijelima Društva.
Osnivačka skupština održana je u Zagrebu u četvrtak 28. listopada 2010. godine, na kojoj je bilo tridesetak crkvenih pravnika i osoba stručnih u kanonskom pravu.
Statut je donesen na temelju kanona 304. Zakonika kanonskoga prava, članka 14. Ugovora između Svete Stolice i Republike Hrvatske o pravnim pitanjima i članka 13. Zakona o udrugama („Narodne novine“ br. 74/14) na sjednici skupštine Hrvatskoga kanonističkog društva na svojoj sjednici održanoj u Zagrebu dana 24. ožujka 2015. godine.
Na crkvenom području Hrvatsko kanonističko društvo je nacionalno, mješovito, privatno vjerničko društvo, s pravnom osobnošću, koje se ravna prema odredbama Zakonika kanonskoga prava i Statuta Društva. Djeluje na području Hrvatske biskupske konferencije. Na građanskom području Hrvatsko kanonističko društvo ima svojstvo pravne osobe. Nedobitna je (neprofitna) pravna osoba. Društvo djeluje na području Republike Hrvatske.

## Ciljevi
HKD sukladno ciljevima djeluje na području obrazovanja, znanosti i istraživanja. Ciljevi postojanja i rada Društva jesu:
- 1. promicanje studija kanonskog prava;
- 2. podupiranje studenata na studiju kanonskog prava;
- 3. promicanje poznavanja kanonskog prava u crkvenoj i društvenoj stvarnosti;
- 4. promicanje znanstvene, stručne i obrazovne suradnje među kanonistima;
- 5. davanje stručnih mišljenja o pravnim pitanjima iz područja kanonskog prava;
- 6. provođenje cjeloživotne formacije djelatnika crkvenih sudova, biskupijskih kurija i drugih pastoralnih djelatnika čiji rad zahtijeva šire poznavanje kanonskog prava;
- 7. promicanje i štićenje ljudskih i vjerničkih prava u crkvenoj i društvenoj zajednici;
- 8. njegovanje hrvatske kanonske tradicije;
- 9. njegovanje i razvitak ugleda i etike pravničkog poziva;
- 10. raspravljanje znanstvenih i stručnih problema pravničke struke i zauzimanje stanovišta o njima;
- 11. poticanje i razvitak suradnje s drugim znanstvenim, stručnim, obrazovnim, razvojnim i istraživačkim organizacijama te suradnje sa sličnim društvima u zemlji i inozemstvu.